# تجاوز خاکستری

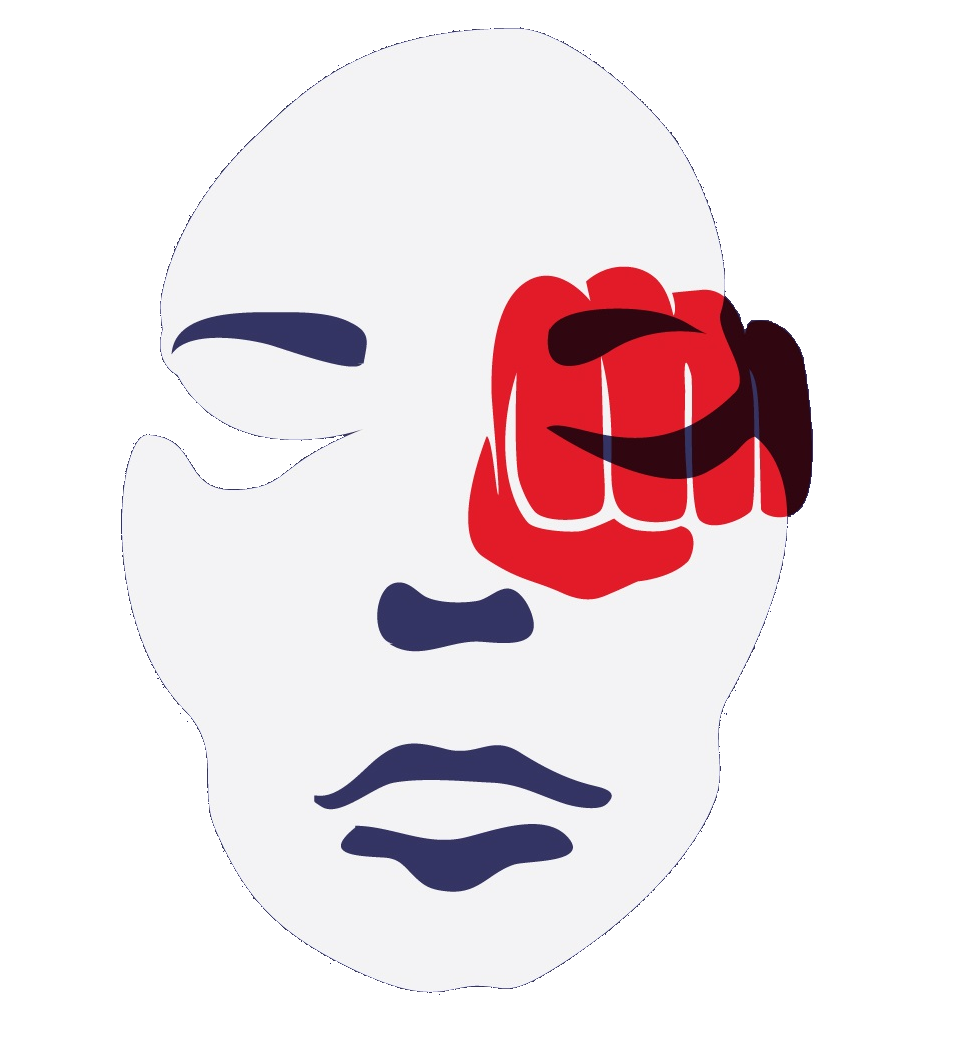
یک پوستر روسی که از شما می خواهد چشمان خود را باز کنید - علیه آزار و اذیت زنان

تجاوز خاکستری به سکسی گفته می‌شود که رضایت آن مشخص نیست . این اصطلاح در سال ۲۰۰۷ توسط لورا سشنز استپ محبوبیت یافت پس از آنکه او مقاله‌ای در مجله Cosmopolitan نوشت به نام «نوع جدیدی از تجاوز در قرار». خانم سشنز استپ در این مقاله در مورد تجاوز خاکستری می‌نویسد: «جایگاه آن بین رضایت داشتن یا نخواستن است و حتی گاهی از تجاوز در قرار نیز پیچیده‌تر است زیرا هیچ یک از دو طرف نمی‌دانند از همدیگر چه می‌خواسته‌اند» .

## واژه‌شناسی
این مفهوم نخستین بار در کتاب «صبح بعد: سکس، ترس و فمینیسم در حیاط» توسط کتی ریف در سال ۱۹۹۴ در جمله زیر تبلور یافت: »یک ناحیه خاکستری وجود دارد که در آن، تجاوز یک شخص ممکن است برای دیگری یک شب بد باشد.» از تجاوز خاکستری برای توصیف تجاوزی که در سال ۱۹۹۶ در دانشگاه براون بین دو دانشجو به نام‌های آدام لک و سارا کلاین رخ داده بود استفاده شد.